# إيل ديفو
إيل ديفو فرقة موسيقية غربية، تغني البوب الأوبرالي، أعضائها هم الإسباني كارلوس مارين، السويسري أورس بولر، الإمريكي ديفيد ميلر، والفرنسي سباستيان إيزمبار.

## نبذة تاريخية
تأسست الفرقة عندما سمع المنتج البريطاني سايمون كويل أغنية مشتركة بين المغني الإيطالي أندريا بوتشللي، والمغنية الإنجليزية سارا برايتمان. أراد سايمون أن يكونوا أصحاب أصوات مبهرة، ويبدون كعارضي أزياء، في عام 2004، أنتجت أول إسطوانة لهم أطلقوا عليها (إل ديفو)، والتي غنوا فيها بالإنجليزية، الفرنسية، الإيطالية، الإسبانية، واللاتينية.
في عام 2005أصدرت الفرقة إلبومها الثاني والذي أطلقت عليه اسم (أنكورا). في نهاية العام أصدرت الفرقة ألبومها الثالث والمعنون بمجموعة (أعياد رأس السنة).
قامت الفرقة بالغناء مع العديد من الفنانين، منهم المغنية الكندية سيلين ديون، والإمريكية توني بريكستون والذي أيضا غنوا معها أغنية كأس العالم 2006، «وقت لنحيا»، وأيضا قاموا بغناء نفس الأغنية، في المبارة الختامية التي جمعت إيطاليا بفرنسا مع المغنية الكولمبية شاكيرا.
الفرقة لا تتميز بأصواتها وأشكالها فحسب، بل تتعمد بأن تقيم حفلاتها بأماكن تاريخية، ومهمة.

## إصداراتها
إيل ديفو (2004) Il Divo
إنكورا (2005) Ancora

إيل ديفو

أنكورا

اختيارات عيد الميلاد (2005) The Christmas Collection
أصوات (2006) Voices
سايمبريه (2006)Siempre
ذي بروميس (2008)The promis

### الأغاني المصورة
- «ريجسا أم آي» صورت في سلوفانيا، 2004.
- «ماما»، 2005.
- «وقت لنحيا»، مع توني بريكستون، 2006.

وغيرها..

### DVD's
- «أنكورا» حفلة حية في ميريدا، إسبانيا، 2005.
- «إيل ديفو في المسرح الإغريقي»، مسرحية حية لإيل ديفو في المسرح الإغريقي في لوس أنجلوس، كاليفورنيا 2006..

### كتب
مغازلة العالم 2005، سيرة ذاتية، تأليف أليجرا روسي.

## روابط خارجية
- إيل ديفو على موقع IMDb (الإنجليزية)
- إيل ديفو على موقع ميوزك برينز (الإنجليزية)
- إيل ديفو على موقع أول ميوزيك (الإنجليزية)
- إيل ديفو على موقع ديسكوغز (الإنجليزية)